# Balzi Rossi

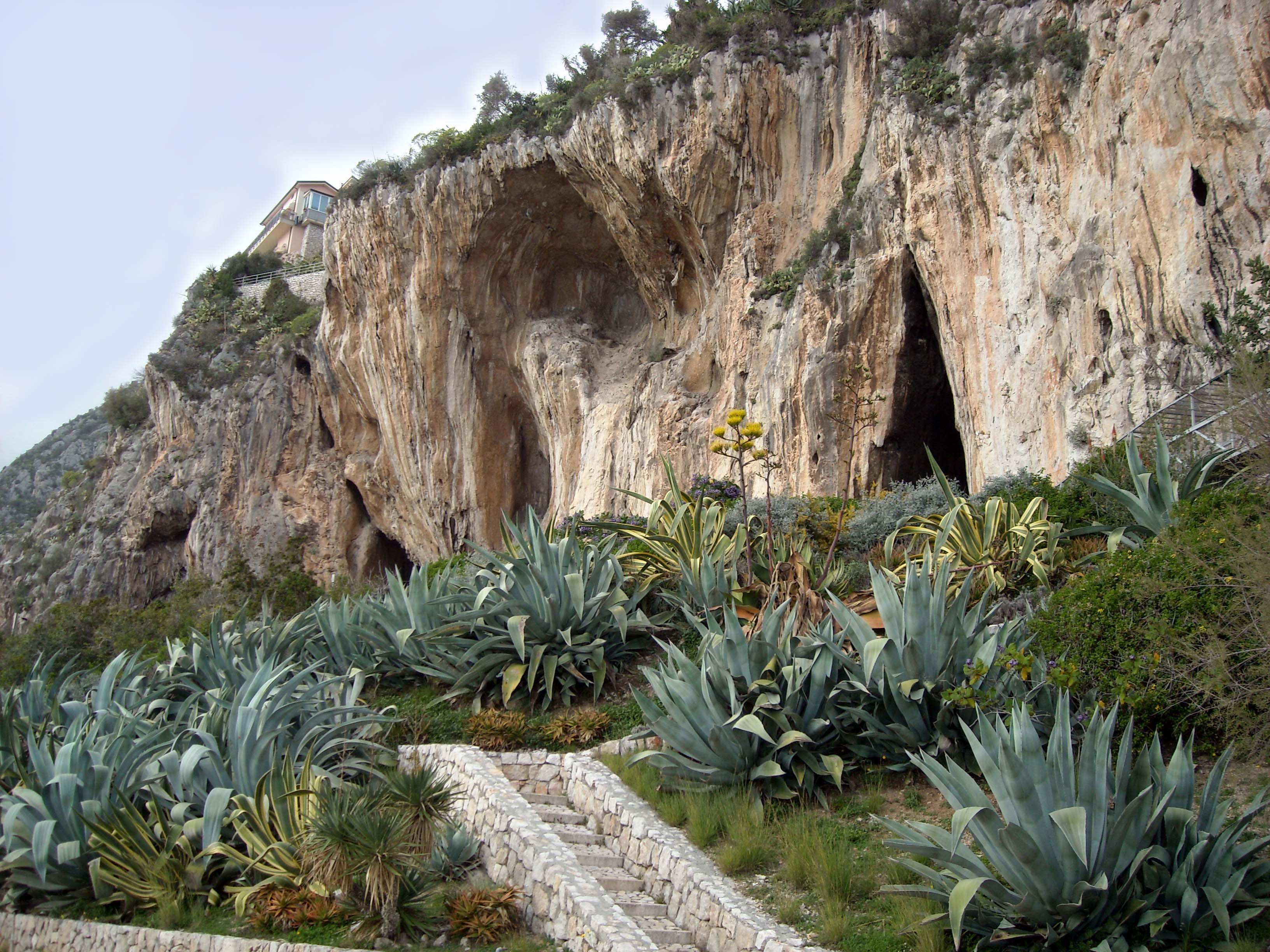
As diferentes cavernas.

Balzi Rossi é um topônimo dum complexo de cavernas onde foram descobertos, em meados do século XIX, diversos objetos da época Paleolítica. É também topônimo de uma praia, e de um museu.
O sítio arqueológico fica na Ligúria, nas cercanias da frazione Grimaldi de Ventimiglia (província de Impéria), a pouca distância da passagem fronteiriça de Ponte San Ludovico e de Menton.
Devem o seu nome à típica cor da rocha, um alta falésia de cerca de 100 metros de alta formada por rocha calcária dolomítica rica em minerais ferrosos.

## Características
O complexo é formado por uma quinzena de cavernas, das quais as mais importantes são (de oeste a leste):
- Grotta del Conte Costantini
- Grotta dei Fanciulli
- Grotta di Florestano, assim chamada na honra do Príncipe de Mônaco que, em 1846, financiou as primeiras escavações.
- Riparo Mochi
- Grotta del Caviglione
- Barma Grande (Barma isto é, «caverna» em dialeto local)
- Grotta del Principe, a maior (35 × 18 × 22 m)

## Achados
Entre os numerosos achados das cavernas estão, além de restos animais de diversas épocas, sepulturas humanas (ao todo uma vintena), variados objetos (entre eles, estatuetas como as Vênus de Balzi Rossi, adornos, utensílios em pedra) e mesmo uma gravura rupestre representando um cavalo. Ao menos sete dos esqueletos descobertos relacionam-se com a presença do Homem de Cro-Magnon, cuja versão local se chama Uomo di Grimaldi («Homem de Grimaldi»).

### As principais sepulturas
As principais sepulturas são as seguintes:
- a sepultura individual, descoberta em 1872 por Émile Rivière na Grotta del Caviglione (Uomo di Mentone): trata-se de um indivíduo de alta estatura, sepultado sobre o lado esquerdo com as mãos perto do rosto e as pernas dobradas;
- a sepultura duplo, descoberta em 1874 por Émile Rivière na Grotta dei Fanciulli, de dois crianças deitadas sobre o dorso com as pernas dobradas (daí o nome da caverna);
- a sepultura tripla, constituída por três esqueletos descoberta em 1892 na Barma Grande; trata-se de um varão adulto e dois novos, de sexo sem identificar, dispostos em paralelo na mesma fossa e enterrados junto a um rico enxoval funerário;
- a sepultura duplo, descoberta em 1901 pelo cônego Louis de Villeneuve na Grotta dei Fanciulli, formada por uma mulher anciã e um adolescente, dispostos na mesma fossa em posição apinhada.

É a estes últimos indivíduos, em particular, que se deve a definição de negroidi di Grimaldi («negroides de Grimaldi»), devido à sua morfologia análoga ao tipo humano negroide moderno, como o nariz ou a pélvis alta e estreita. Media 159 metros de altura e 156 o novo.
S. Sergi propõe (1967) que os Grimaldiani foram de origem africana, mas a opinião mais difundida é que a semelhança com os negroides não implicam uma ligação genética. H. Vallois nega mesmo a afinidade.

## Museu
Junto às cavernas há um pequeno museu pré-histórico, fundado em 1898 por Sir Thomas Hanbury, ampliado e renovado em 1994; custódia vários dos esqueletos e dos objetos recuperados.

## A Vía Julia Augusta
Deixando o cabo da Mortola, a via Julia Augusta seguia o seu itinerário para Cemenelum atravessando a falésia dos Balzi Rossi.
Nos Balzi Rossi depois da construção da linha ferroviária Ventimiglia-Nizza e os danos causados pela Segunda Guerra Mundial, é difícil encontrar as traças conservadas da antiga quadra romana. Somente pode ver-se um corte escavado na rocha que permitia o passo, quase na ribeira do mar, da via romana.